# Warka
Warka là một thị trấn thuộc huyện Grójecki, tỉnh Mazowieckie ở trung-đông Ba Lan. Thị trấn có diện tích 27 km². Đến ngày 1 tháng 1 năm 2011, dân số của thị trấn là 11435 người và mật độ 427 người/km².